# Rhypodes russatus
Rhypodes russatus är en insektsart som beskrevs av Alan C. Eyles 1990. Rhypodes russatus ingår i släktet Rhypodes och familjen fröskinnbaggar. Inga underarter finns listade i Catalogue of Life.